# Fenicul
Feniculul sau molura (Foeniculum vulgare) este o specie de plantă perenă comestibilă din genul Foeniculum, familia Apiaceae (Umbelliferae), al cărei areal natural cuprinde regiunea mediteraneeană și sud-vestul Asiei (de la est la vest din Maroc și Portugalia până în Pakistan).

## Morfologie

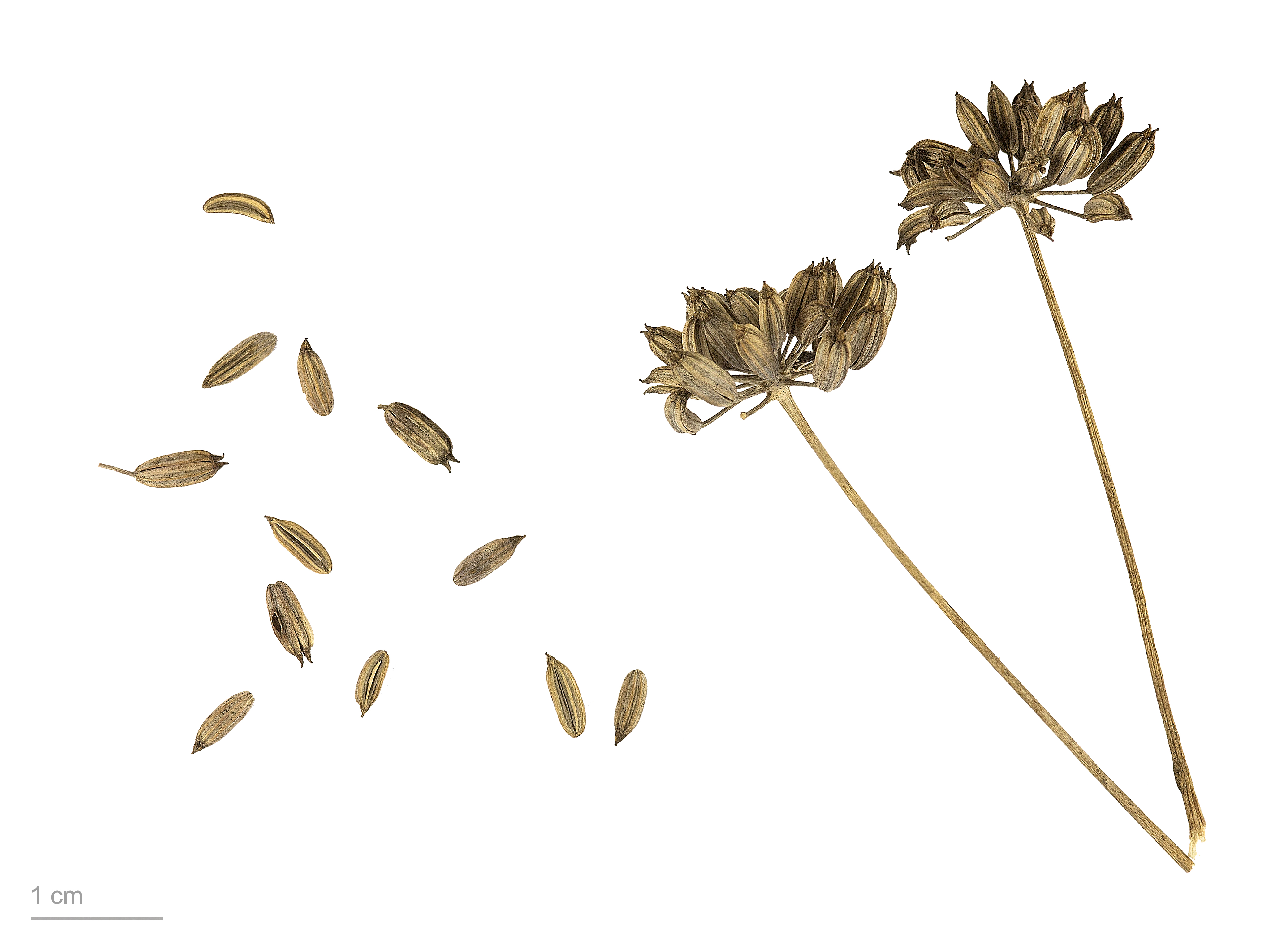
Foeniculum vulgare - MHNT

Este o plantă erbacee cu tulpina dreaptă, cilindrică, fin striată longitudinal,înaltă până la doi metri și ramificată începând de la bază. Frunzele, prevăzute la bază cu o teacă dezvoltată, sunt alungit-triunghiulare și multipenat-partite. Florile sunt mici, galben-aurii, dispuse în umbele mari, terminale. Fructele mature sunt de culoare cenușie sau brun-verzuie, au miros plăcut și gust dulceag. Se aseamănă cu mărarul, cu care poate poleniza încrucișat, rezultând semințe lipsite de aromă.
Uleiul volatil determină acțiunea farmacologică : antispastică, sedativă, carminativă, expectorantă.

## Compoziția chimică
Fructele de fenicul, numite și fructe de anason dulce, conțin 2-7% ulei volatil format din anetol, transanetol și cisanetol, limonen, alfa-pinen, fenconă, metilcarvicol, extragol; lipide, aleuronă, derivați cumarinici, flavonoide (cvercitin, camferoglicozid, flavonol-3-glucuronid), zaharuri, substanțe minerale, ceruri, mucilagii, stigmasterină.

### Tratamente naturale pe bază de fenicul
Feniculul (Foeniculum vulgare) este folosit în tratarea a numeroase afecțiuni datorită proprietăților acestuia: antispastic, tonic nervos, dezinfectant. În medicina populară, feniculul era utilizat pentru vindecarea constipației, balonărilor, calmarea colicilor. 

Există câteva preparate pe bază de fenicul apreciate ca excelente remedii naturale: ceaiul de fenicul, necesar în vindecarea bronșitei, laringitei, amigdalitei, faringitei, oboselii fizice și psihice. Pulberea preparată din semințe de fenicul ajută la tratarea celulitei, depresiilor, amenoreei, digestiei lente, durerilor de cap. 

Vinul preparat din fructele de fenicul reprezintă un remediu natural excelent. Fructele de fenicul au proprietatea de a calma și alina durerile de orice natură și se pot utiliza sub forma de diverse preparate.